# أنثروبوصوفيا
الأنثروبوصوفيا أو العرفان البشري فلسفة بدأها الباطني رودُلف شنَينر في بدايات القرن العشرين و تقضي بوجود عالم روحي موضوعي يمكن للبشر إدراكه و معايشته. يُعنى أتباع هذه الفلسفة بتطوير الملكات العقلية التي تتيح الكشف الروحي بنمط فكري مستقل عن الإدراك الحسي، كما يسعون إلى تقديم أفكارهم بمنهجية يمكن التحقُّق منها بالأساليب العقلانية و التجريب، و إلى الدِّقَّة و الوضوح في دراسة العالم الروحي بما يماثل دقة و وضوح العلماء من دارسي ظواهر العالم المادي.
عالم التربية ومؤسِّس الأنثروبوصوفيا النمساوي رودلف شتاينر (1861 - 1925) في محاضرته التي ألقاها على أعضاء جماعة الأنثروبوسوفيا سنة 1925 عرّف الأنثروبوصافيا بأنّها «الطريق المعرفي الذي يربط بين القوى العقلية لدى مع القوى العقلية».
نشر رودولف شتاينر العديد من الكتب و ألقى محاضرات عن علم الأنثروبوصوفيا، وفقا للخبرات المعرفية العلمية الخاصة لعلم الروحانيات والتي خبرها من خلال دراسته للعلم.
هذه الخبرات كانت حصرا على أعضاء الجماعات السرية قبل نشره لها. إذ كان رأيه أن كل إنسان قادر على إدراك ومعايشة وفهم نتائج هذه الخبرات المعرفية. يلزمه لذلك تمارين تأملية وبحث متواصل عن الطريق المعرفي المناسب لها وسيتمكن حينها من التعرف شخصيا وبالتدريج على ذلك العالم الروحاني.
يعتقد رودولف شتاينر أن العالم سيكون متكاملا فقط عندما يتم استخدام وتطبيق وسائل البحث العلمي ومنطقها البحثي المعروف في حقول العلوم الطبيعية على العالم الروحاني أيضا. وهذا يعني إيجاد صلة بين علم الطبيعة وبين علم الروحانيات، بمعنى أن الأنثروبوسوفيا تريد أن تصبح علم الروحانيات (وكلمة علم بالمعنى المعروف في علم دراسات الطبيعة وليس بمعنى آخر.)
صورة في الأنتروبوسوفيا تتألف من كائن ذي أربعة مكونات تكوينية متحدة مع بعضها البعض وهي : أولاً مكون الجسد ي أو ما يُسميه الأثيري وثانياً جسد الحياة، وثالثاً الآسترال أو ما يُسميه المكون الروحي، ورابعاً المكون العقلي أو ما يُسميه الأنا.
يربط المكون الجسدي ي بالأرض ويربط المكون العقلي بالعالم الروحاني في، أما المكونان الوسطيان، أي مكون جسد الحياة والآسترال أو المكون الروحي فيقومان بمهمة التوفيق بين العالمين، أي الأرضي والروحاني.
تعتقد الأنتروبوسوفيا أن الـ أنا عند قد جاءت من وستعود إليه بعد الموت. ومن خلال عدد كبير من الولادات المتكررة، أي التناسخ سيتمكن الكائن ي من تقوية مكوناته الثلاث بمكون الـ أنا الرابع في العالم الروحاني. ويتم ذلك من خلال الاستفادة من الحرية المعطاة للمكون ي في حياته الدنيا التي ستزوده بالطاقة التطورية التي ستؤثر على تطور الـ أنا في في .

## لمحة تاريخية

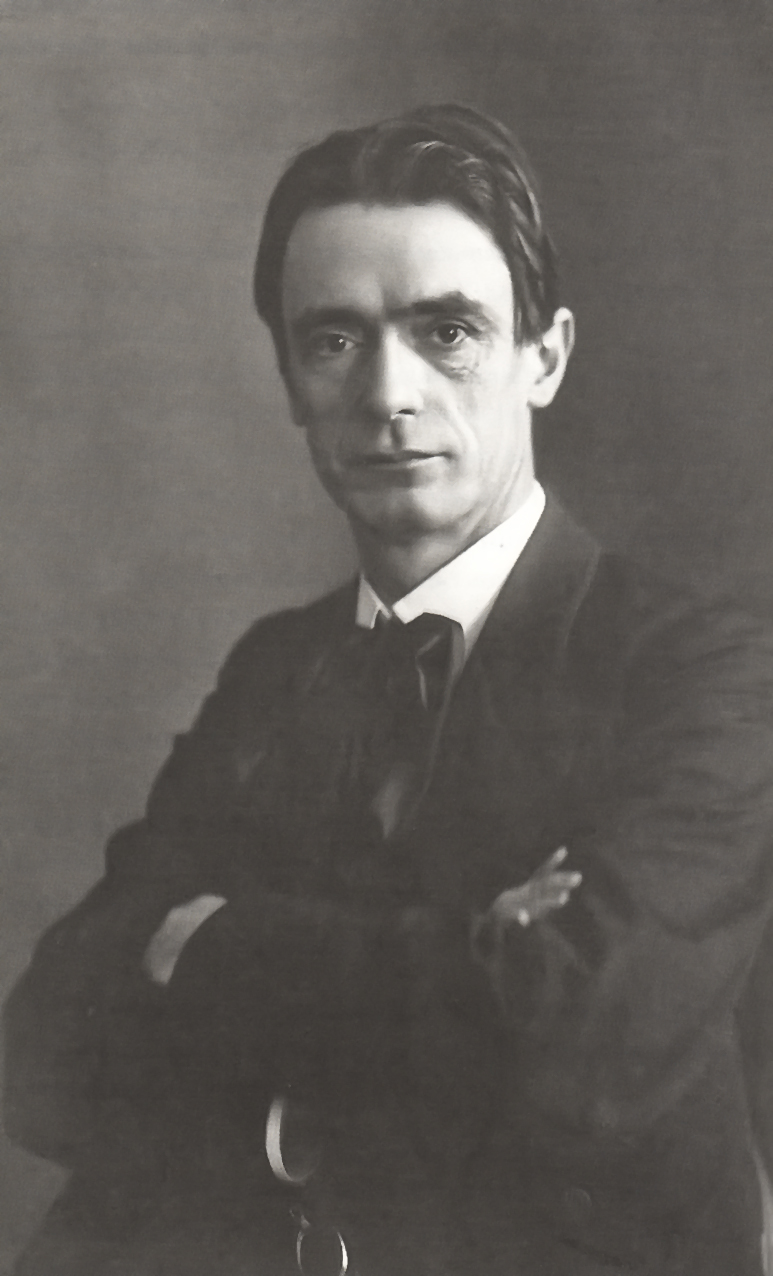
رودلف شتاينر

وصلت أعمال مؤسس علم طبائع البشر رودلف شتاينر إلى ذروتها مع كتابه فلسفة الحرية (يترجم أيضًا تحت عنوان فلسفة النشاط الروحي والتفكير الحدسي كطريق روحي). في هذا الكتاب طور شتاينر مفهومًا للإرادة الحرة مبنيًّا على التجارب الداخلية، وخاصةً تلك التي تحدث في النشاط الإبداعي للفكر المستقل.
بحلول بداية القرن الثاني عشر، انتقل اهتمام شتاينر بشكل شبه حصري إلى الروحانيات. بدأ عمله يثير اهتمام آخرين مهتمين بالأعمال الروحانية؛ ومن بين هؤلاء الجمعية الثيوصوفية (أو جمعية الحكمة الإلهية). بدءًا من عام 1900، وبفضل التلقي الإيجابي الذي نالته أفكاره من الثيوصوفيين، ركز شتاينر أكثر على عمله مع الجمعية الثيوصوفية، ليصبح أمينًا لقسمها الألماني في عام 1902. ازدادت العضويات تحت قيادته بشكل كبير جدًّا، من مجرد حفنة من الأعضاء إلى تسعة وستين محفلًا.
بحلول عام 1907، اتضح الانقسام بين شتاينر والجمعية الثيوصوفية. ففي حين اتجهت الجمعية نحو مقاربة شرقية وهندية على الأخص، فإن شتاينر كان يحاول تطوير مسار يجمع بين المسيحية والعلم الطبيعي. لم يعد ممكنًا تجاوز الانقسام بعد تقديم آني بيزنت -رئيسة الجمعية الثيوصوفية آنذاك- للطفل جدو كريشنامورتي على أنه المسيح بعد عودته (تقمصه). اعترض شتاينر بشدة واعتبر أي مقارنة بين كريشنامورتي والمسيح هراءً؛ نفى كريشنامورتي ذلك أيضًا بعد عدة سنوات. أدت خلافات شتاينر المستمرة مع بيزنت إلى انفصاله عن الجمعية الثيوصوفية -أديار. تبعته الغالبية العظمى من الأعضاء الألمان في الجمعية بالإضافة إلى العديد من أعضاء أقسام البلدان الأخرى.
بحلول ذلك الوقت، كان شتاينر قد وصل إلى مكانة معتبرة كمعلم روحي وخبير في الباطنية. تحدث عما يعتبره خبرته المباشرة للسجلات الأكاشية (تدعى أحيانًا «سجل أكاشا»)، التي يعتقد بأنها سجلات روحية للتاريخ وما قبل التاريخ ومستقبل العالم والبشرية. وصف شتاينر في عدد من أعماله مسار تطور داخلي شعر بأنه سيوصل أي أحد إلى تجارب روحانية مقارنة. في رأي شتاينر فمن الممكن تطوير رؤية الصوت، بشكل جزئي، عن طريق ممارسة أشكال صارمة من الانضباط الذاتي الأخلاقي والواعي، والتركيز، والتأمل. آمن شتاينر على الأخص بأن تطور المرء الروحاني يمكن أن يحدث فقط بعد فترة من التطور الأخلاقي.

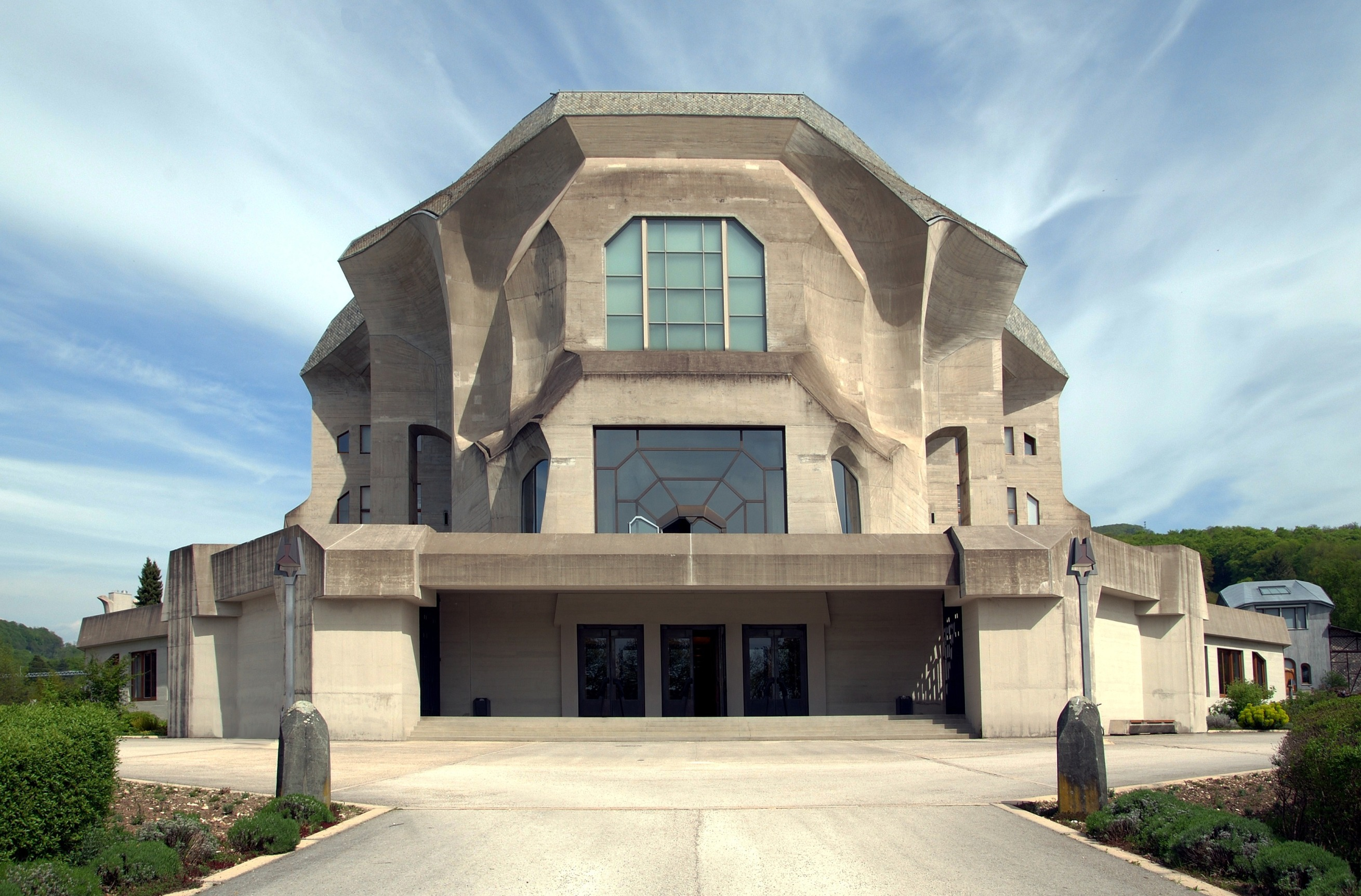
الغوتانيوم الثاني مقر جمعية علم طبائع البشر (الجمعية الأنثروبوسوفية) في سويسرا

في 1912، أُسست جمعية علم طبائع البشر (الجمعية الأنثروبوسوفية). بعد الحرب العالمية الأولى سارت الحركة الأنثروبوسوفية في اتجاهات جديدة. سرعان ما بدأ أتباع أفكار شتاينر بتطبيق تلك الأفكار لخلق حركات مضادة للثقافات السائدة في التعليم التقليدي والخاص، وفي كل من الزراعة، والطب.
بحلول عام 1923 حدث شرخ بين الأعضاء الأكبر سنًّا الذين ركزوا على التطور الداخلي والأعضاء الأصغر الذين كانوا تواقين ليصبحوا نشطاء في التحولات الاجتماعية المعاصرة. حاول شتاينر ردًّا على ذلك أن يردم الهوة بتأسيس مدرسة كلية لعلم الروحانيات. كأساس روحاني للحركة التي أعيدت ولادتها، كتب شتاينر «تأمل حجر الأساس» الذي يظل ركنًا أساسيًّا مركزيًّا في أفكار علم طبائع البشر.
توفي شتاينر بعد سنة من ذلك بقليل، في عام 1925. أخرت الحرب العالمية الثانية مؤقتًا الحركة الأنثروبوسوفية في معظم أرجاء أوروبا الوسطى، مع حظر الجمعية الأنثروبوسوفية ومعظم تطبيقاتها العملية ضد الثقافة من قبل النظام النازي. ومع أن عضوًا بارزًا على الأقل من الحزب النازي، وهو رودلف هس، كان مناصرًا بقوة للأنثروبوسوفيا، لم ينتمي سوى القليل جدًّا من الأنثروبوسوفيين إلى الحزب القومي الاشتراكي (الحزب النازي).
بحلول عام 2007، أسست فروع وطنية للجمعية الأنثروبوسوفية في خمسين دولةً ونحو 10,000 مؤسسة حول العالم كانت تعمل على أساس أفكار أنثروبوسوفية.

### الأصل اللغوي للمصطلح والاستخدامات السابقة للكلمة
الأنثروبوسوفيا نحت لغوي من المصطلحين اليونانيين ἄνθρωπος (أنثروبوس = «إنسان») و σοφία (صوفيا = «حكمة»). سجل استخدام إنجليزي قديم للكلمة بواسطة ناثان بيلي (1742) بمعنى «معرفة طبيعة الإنسان».

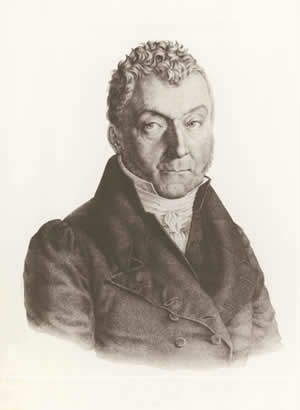
إغناز بول فيتالس تروكسلر

أول استخدام معروف لمصطلح أنثروبوسوفي كان في أرباتل دي ماجيا فيتيروم (بالعربية «أرباتل: عن سحر القدماء»)، وهو كتاب مجهول الكاتب نُشر عام 1575 وينسب إلى هاينريش كورنيليوس أغريبا. يصف العمل الأنثروبوسوفيا (والثيوصوفيا) أوصافًا متعددة بأنها فهم للخير أو الطبيعة أو الشؤون البشرية. في عام 1748 نشر الفيلسوف الويلزي توماس فوغان كتابه أنثروبوسوفيا ثيوماجيكا، أو مسار طبيعة الإنسان وحالته بعد الموت.
بدأ المصطلح بالظهور والتداول في الأعمال الفلسفية في منتصف وأواخر القرن التاسع عشر. في أوائل ذلك القرن، استخدم إغناز تروكسلر مصطلح «أنثروبوسوفيا» للإشارة إلى الفلسفة المتعمقة في معرفة الذات، التي يقترح بأنها تسمح بمعرفة أكثر عمقًا للطبيعة كذلك. تحدث عن الطبيعة البشرية كأنها وحدة غامضة للإله والعالم. استخدما إيمانويل هيرمان فيخته مصطلح أنثروبوسوفيا للإشارة إلى «المعرفة الدقيقة الذاتية البشرية»، والتي يمكن تحقيقها عبر فهم الروح البشرية وعمل الإله في هذه الروح في عمله عام 1856 بعنوان الأنثروبولوجيا: دراسة الروح البشرية. في عام 1872، استخدم فيلسوف الدين غيديون سبيكر مصطلح أنثروبوسوفيا للإشارة إلى معرفة النفس التي توحد الإله والعالم: «الدراسة الحقيقية للكائن البشري هي الكائن البشري، أسمى غايات الفلسفة هي معرفة النفس، أو الأنثروبوسوفيا».
في 1882، نشر الفيلسوف روبرت زيمرمان أطروحة «موجز الأنثروبوسوفيا: أطروحة لنظام من المثالية القائمة على أساس واقعي»، مقترحًا بأن الفلسفة المثالية يجب أن توظف التفكير المنطقي لتوسيع التجارب العلمية (الإمبريقية). حضر شتاينر محاضرات قدمها زيمرمان في جامعة فيينا في بداية ثمانينيات القرن التاسع عشر؛ أي في فترة نشر هذا الكتاب.
في بداية القرن العشرين، بدأ شتاينر يستخدم مصطلح أنثروبوسوفيا (أي الحكمة الإنسانية) كبديل لمصطلح ثيوصوفيا (أي الحكمة الإلهية أو المقدسة).

## الأفكار المحورية

### المعرفة الروحية والحرية
يسعى مناصرو الأنثروبوسوفيا لتوسعة وضوح المنهجية العلمية لتشمل ظاهرة حياة الروح البشرية والتجارب الروحانية. آمن شتاينر بأن هذا يتطلب تطوير أدوات جديدة لمراقبة الروحانيات بشكل موضوعي، الأمر الذي أصر بأنه ما يزال ممكنًا للبشر المعاصرين. عرف خطوات عملية التطوير الذاتي هذه بالخيال، والوحي، والحدس: بتحقيق كل منها بشكلٍ واعٍ. آمن شتاينر بأن نتائج من هذا النوع من البحث الروحاني يجب أن يعبر عنها بطريقة يمكن فهمها وتقييمها على نفس الأسس المستخدمة في نتائج العلم الطبيعي.
أمل شتاينر بتشكيل حركة روحانية يمكنها تحرير الفرد من أي سلطة خارجية. قدرة الإنسان على التفكير المنطقي عند شتاينر تسمح للأفراد بفهم البحث الروحاني بأنفسهم وبتجاوز خطر الاعتماد على سلطة مثله هو نفسه.
باين شتاينر الطريقة الأنثروبوسوفية عن كل من الباطنية التقليدية، التي اعتبرها بعيدةً عن الوضوح اللازم للمعرفة الدقيقة، والعلم الطبيعي، الذي اعتبره محدودًا عشوائيًّا بما يمكن رؤيته أو سماعه أو الشعور به بالحواس الخارجية.

### طبيعة الكائن البشري
في ثيوصوفيا، اقترح شتاينر أن الكائنات البشرية تجمع جسمًا فيزيائيًا من مواد مجموعة من (وتعود في النهاية إلى) العالم غير العضوي؛ وجسمًا حيويًا (يدعى أيضًا جسمًا أثيريًّا) يوجد أيضًا لدى كل الكائنات الحية بما فيها النباتات؛ وحامل الإحساس أو الوعي (يدعى أيضًا الجسم النجمي) يوجد أيضًا لدى كل الحيوانات؛ والأنا التي تشكل أداة الوعي بالذات الخاص بالكائنات البشرية.
تصف الأنثروبوسوفيا تطورًا عامًّا للوعي البشري. تمتلك المراحل المبكرة من التطور البشري إدراكًا حدسيًّا للواقع، يشمل إدراكًا بصيريًّا للوقائع الروحانية. طورت البشرية بالتتابع اعتمادًا متزايدًا على الأدوات الفكرية، ولكنها خسرت بالتوافق مع ذلك التجارب البصيرية أو الحدسية، التي أصبحت تأسلية (بائدة).

## نشاطات الأنثروبوسوفيا في حقول الحياة الاجتماعية
صورة إنسان الأنتروبوسوفيا هذه وسمت وطورت حقولاً في الحياة الاجتماعية في عالمنا. ومن خلالها
ـ نشأت فكرة المتواجدة في أنحاء عديدة في العالم.
ـ وكذلك طب الأنتروبوسوفيا المُمَثَل في مدارس الشفاء وجمعيات الحياة وورش العمل إلخ.
وكذلك في ميدان الزراعة المُمَثَلة في الزراعة الديناميكية العضوية.
ـ وأيضا في الفنّ مثل فن رقص الأويروتمي وأشكال اللغة والفن التثقيفي وفن التمثيل.
ـ وفي ميدان الاقتصاد المُمَثَل في فلسفة الأعمدة الثلاثة للحياة الاقتصادية ومراكز الاستشارة لأصحاب الأعمال وغيرها.

## المراكز البحثية والدراسية
تتم دراسة الأنتروبوسوفيا من خلال البحوث التي قام بها رودولف شتاينر ونتائجها حتى الآن مِن قِبَل مجاميع عمل عديدة ومجالس بحثية. ويقوم الباحثون والدارسون والناس المشاركين بتطبيق ما يتوصلون إليه من نتائج تطويرية في مجالات حياتهم الخاصة والعامة.
المؤسسة الرسمية الراعية لهذه البحوث والدراسات هي مجتمع الأنتروبوسوفيا والتي يقع مقرها في مركز الغوتوية(نسبة إلى الشاعر غوته الذي تأثر به شتاينر) في الجامعة المستقلة للعلوم الروحانية التي يقع مقرها الرئيسي في مدينة دورناخ في سويسرا، والتي لها فروع في أنحاء كثيرة من العالم.
يُقَدَر عدد المنتمين رسميا للأنتروبوسوفيا في العالم بحدود 50 ألف شخص.